# Шюкур, Паскалис Бруно
Паскалис Бруно Шюкур (индон. Paskalis Bruno Syukur; род. 17 мая 1962, Ранггу, Восточная Нуса-Тенгара, Индонезия) — индонезийский прелат, францисканец. Епископ Богора с 21 ноября 2013. Второй вице-председатель Конференции католических епископов Индонезии с 13 ноября 2018 по 17 ноября 2022. Генеральный секретарь Конференции католических епископов Индонезии с 17 ноября 2022.

## Ранние годы, образование и монашество
Паскалис Бруно Шюкур родился 17 мая 1962 года в Ранггу, районе в округе Западный Манггарай на острове Флорес. Он учился в средней семинарии Святого Пия XII в Кисоле и присоединился к францисканцам в 1982 году, а свои первые обеты принял 15 июля 1983 года. Он получил степень бакалавра философии в 1987 году в Школе философии Дрияркара в Джакарте. Он продолжил обучение на факультете теологии в Университете Саната Дхарма в кампусе Высшей семинарии Святого Павла Кентунган в Джокьякарте. Он принял свои последние обеты францисканца 22 января 1989 года в Джокьякарте.

## Священство
Он был рукоположен в священники 2 февраля 1991 года. Следующие два года с 1991 года по 1993 год он провёл, работая в епархии Джаяпуры в приходе Санта-Мария-Рату-Пара-Малаикат. С 1993 года по 1996 год он изучал францисканскую духовность в Папском Антонианском университете в Риме. Он был учителем францисканских послушников в Депоке с 1996 года по 2001 год, одновременно служа в приходе Святого Геркулануса там же. Он был провинциальным министром францисканцев Индонезии с 2001 года по 2009 год, когда он стал генеральным дефинитором для региона Азии и Океании, который включает Индию, Пакистан, Японию, Австралию, Новую Зеландию и Индонезию.

## Епископ
21 ноября 2013 года Папа Франциск назначил его епископом Богора. 22 февраля 2014 года он получил епископское посвящение в Международном конференц-центре Сентул от Космы Михаэля Ангкура, своего предшественника в Богоре.
8 июля 2019 года он был назначен членом Конгрегации институтов посвященной жизни и обществ апостольской жизни.
В 2020 году, будучи заместителем председателя конференции католических епископов Индонезии, он выступил с первым в стране судебным преследованием за сексуальное насилие над несовершеннолетними, когда инструктора-аколита обвинили в растлении 23 мальчиков-алтарников. Он сказал, что Церковь разрабатывает руководство по защите детей в соответствии с руководящими принципами Ватикана, которые призывают к сотрудничеству с местными властями вместо сокрытия информации и организации частных урегулирований.
7 ноября 2022 года он был избран на трёхлетний срок на должность генерального секретаря конференции католических епископов Индонезии.

## Отказ от кардинальского достоинства
6 октября 2024 года во время Ангелуса Папа Франциск объявил Паскалиса Бруно Шюкура в числе новых кардиналов, которых он собирается назначить на консистории от 8 декабря этого года, дата была позднее была перенесена на 7 декабря.
22 октября 2024 года пресс-служба Святого Престола объявила, что Папа Франциск удовлетворил просьбу епископа Шюкура не возводить его в сан кардинала.